# Gavkhunimeer

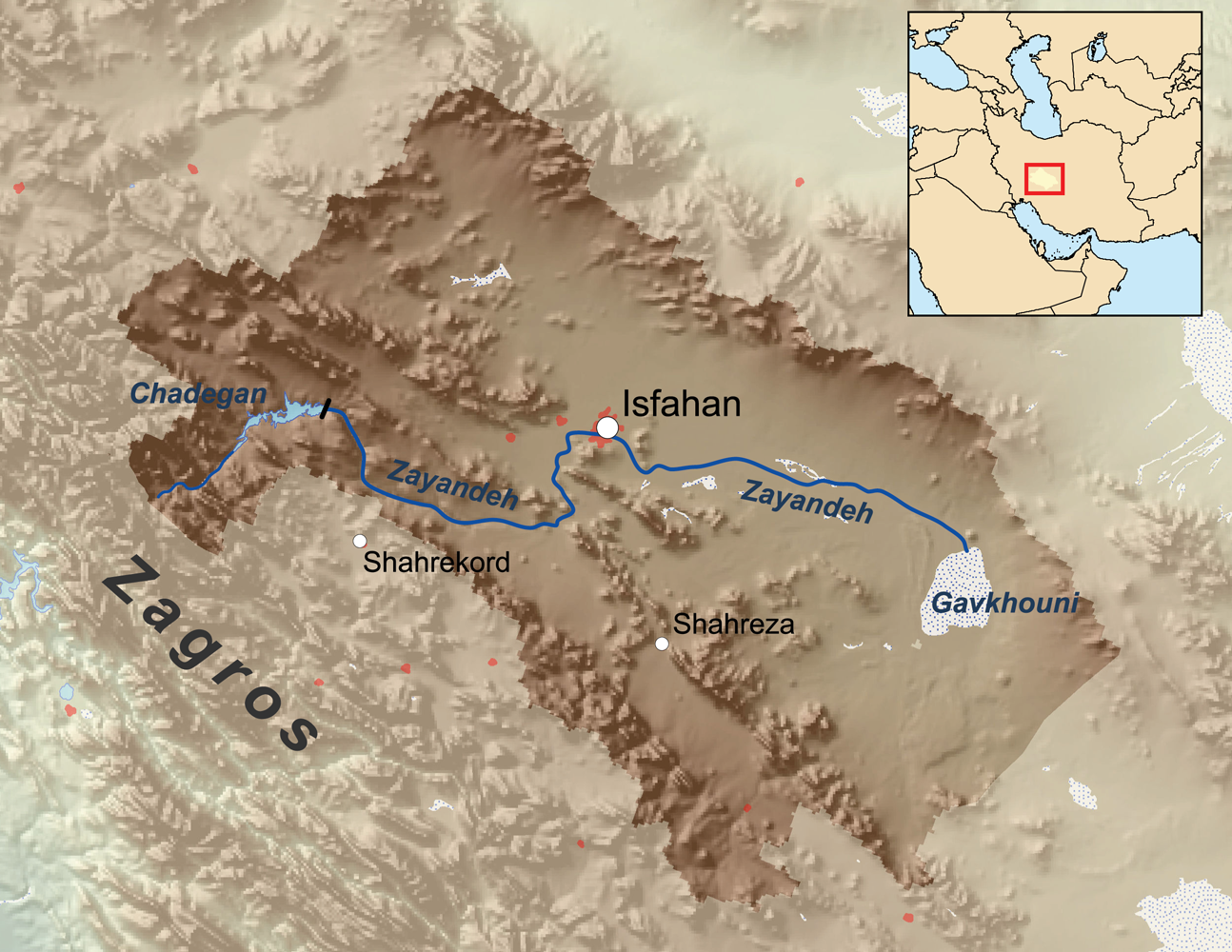
Kaart van het stroomgebied van de Zayandeh met Gavkhunimeer

Het Gavkhunimeer is een zoutmeer in de provincie Isfahan in Centraal-Iran. Het meer vormt het einde van het bekken van de Zayandeh en heeft een zoutgehalte van 315‰. De gemiddelde diepte is 1 m, maar het meer kan in de zomer opdrogen, vooral sinds de Zayandeh zelf droogvalt.
Het heeft ook te lijden onder de vervuiling die meegevoerd wordt uit de regio Isfahan.
Het meer is een Ramsargebied sinds 1975.